# Katastrofa mitotyczna
Katastrofa mitotyczna – komórkowy mechanizm onkosupresyjny, który ma na celu zahamowanie proliferacji i/lub przeżycia komórek niezdolnych do prawidłowej mitozy; dzieje się to poprzez indukowanie śmierci lub inicjację procesu starzenia. Ta definicja została zaproponowana przez Komitet do spraw Nazewnictwa Śmierci Komórkowej [(ang. The Nomenclature Committee on Cell Death (NCCD)] w 2018 roku.
Bez proliferacji komórek i procesów prowadzących ich śmierci nie byłaby możliwa fizjologiczna homeostaza komórkowa. 
Kiedy już wyróżniono kilka procesów śmierci komórkowej, przez lata trwały spory czy katastrofa mitotyczna jest jednym z nich. Ostatecznie uznano ją za proces przeciwnowotworowy, który stanowi „mechanizm ratunkowy” zapobiegający utracie integralności genomu i powstaniu komórki nowotworowej. Katastrofa mitotyczna charakteryzuje się przedwczesną aktywacją cykliny B1/Cdk1, wadliwym funkcjonowaniem punktów kontrolnych cyklu komórkowego i punktu kontrolnego wrzeciona podziałowego.
Zawsze dochodzi do zatrzymania cyklu komórkowego, ale dalsze losy komórki i mechanizmy cytologiczne jakie zachodzą nie zostały dokładnie poznane.
Śmierć komórki następująca w wyniku katastrofy mitotycznej nosi nazwę śmierci mitotycznej i najczęściej przebiega poprzez aktywację wewnętrznego szlaku apoptozy.
Dzielące się komórki nowotworów złośliwych, na które zastosowano promieniowanie jonizujące giną przede wszystkim z powodu indukcji w nich katastrofy mitotycznej. Katastrofa mitotyczna jest także podłożem działania przeciwnowotworowego wielu cytostatyków, takich jak na przykład:
- doksorubicyna i etopozyd[3]
- taksany, alkaloidy Vinca i kolchicyna[4]

Terapia wykorzystująca mechanizm katastrofy mitotycznej może stanowić obiecującą strategię zapobiegania i zwalczania nowotworów.

## Inne źródła
- Karolina Warda i inni, Mechanizm katastrofy mitotycznej oraz jej rola w terapii przeciwnowotworowej, phmd.pl, DOI: 10.5604/01.3001.0014.1328 [dostęp 2020-12-18].